# Piedigriggio
Piedigriggio (korziško Pedigrisgiu) je naselje in občina v francoskem departmaju Haute-Corse regije - otoka Korzika. Leta 1999 je naselje imelo 137 prebivalcev.

## Geografija
Kraj leži v severno-osrednjem delu otoka Korzike ob robu naravnega regijskega parka Korzike, 52 km jugozahodno od središča Bastie.

## Uprava
Občina Piedigriggio skupaj s sosednjimi občinami Albertacce, Calacuccia, Casamaccioli, Castiglione, Castirla, Corscia, Lozzi, Omessa, Popolasca, Prato-di-Giovellina in Soveria sestavlja kanton Niolu-Omessa s sedežem v Calacuccii. Kanton je sestavni del okrožja Corte.

## Zanimivosti
- župnijska cerkev sv. Mihaela iz 16. stoletja